# Christian Delachet
Christian Delachet, né le 25 juillet 1949 à Créteil (Seine), est un ancien gardien de but professionnel français de football.

## Biographie
Christian Delachet est le fils de Jacques Delachet, lui aussi gardien de but professionnel à l'Olympique de Marseille dans les années 1940, et de Josette Salducci, joueuse de basket-ball du Paris UC, et le frère de la basketteuse Jacqueline Delachet. Il est formé au Stade français, où il démontre de remarquables réflexes qui compensent son petit gabarit (1,72 m, 70 kg). Finaliste de la Coupe Gambardella en 1966, il est le plus jeune gardien à participer à une rencontre de première division en remplaçant Georges Carnus contre Nîmes au Parc des Princes.
Delachet passe ensuite trois ans à Marseille (1968-71) mais doit se contenter du statut de remplaçant.  Il évolue ensuite au Stade Malherbe de Caen où il se voit sélectionné en équipe de France amateur, puis à l'AS Monaco qu'il quitte pour le FC Gueugnon où il est international militaire, avant de se stabiliser en 1975 en D1 à Valenciennes où il remplace Jean-Paul Escale, ancien titulaire durant son passage à l'OM.
En 1978, il signe aux Girondins de Bordeaux, qui cherchent un successeur à Philippe Bergeroo, et se voit promu titulaire, malgré certains supporters nostalgiques de celui-ci. Il est toutefois contesté pour ses faiblesses sur les balles aériennes, mais son sens du placement, son anticipation, ses réflexes et le commandement de sa défense lui confèrent la place de titulaire indiscutable. Au bout de trois ans où il ne rate aucun match, les Girondins se qualifient pour la Coupe d'Europe. Mais la montée en puissance du club après 1979 et leur retour sur la scène européenne en 1981 poussent le président Claude Bez à doubler le poste de gardien.  
Relégué sur le banc par l'arrivée de l'international yougoslave Dragan Pantelić, Delachet bénéficie toutefois d'un sursis : Pantelic est suspendu pour un an, en avril 1982 à la suite d'une altercation avec un arbitre. L'entraîneur Aimé Jacquet désire cependant un numéro 1 plus solide et engage l'espoir Richard Ruffier à l'été 1982. Là aussi, les circonstances sourient à Delachet, qui retrouve la place de titulaire début 1983 après un passage à vide de Ruffier. Le Yougoslave se montre cependant beaucoup trop inconstant, et quitte les Girondins à l'été 1983. Delachet se retrouve donc titulaire et fait taire tous ses détracteurs en réalisant une saison 1983-84 pleine et exemplaire, couronnée du premier titre de champion des Girondins depuis 1950.  
Il doit cependant céder de nouveau la place à Dropsy, devenu entretemps international confirmé, que Jacquet embauche à l'été 1984, et qui apporte confiance et stabilité dans le but bordelais. Delachet effectue ses trois dernières saisons professionnelles sur le banc, avant de raccrocher les crampons en 1987.
Il se reconvertit ensuite dans le métier d'entraîneur, spécialiste des gardiens de but, dans un rôle d'adjoint comme au club qatari d'Al-Khor, mais aussi Al Jazira et Al Wahdha aux Émirats, et au FC Alanya en Russie en compagnie de Rolland Courbis. 
Il entraîne les gardiens du FC Côte Bleue et occupe par la suite le poste d'entraîneur-adjoint et de préparateur des gardiens au FC Martigues,.

## Palmarès

### En club
- Champion de France en 1971 avec l'Olympique de Marseille, en 1984 et en 1985 avec les Girondins de Bordeaux
- Vice-champion de France en 1983 avec les Girondins de Bordeaux